# Shinobu Asagoe
Shinobu Asagoe (jap. 浅越 しのぶ, Asagoe Shinobu; * 28. Juni 1976 in Hirakata, Präfektur Osaka) ist eine ehemalige japanische Tennisspielerin.

## Leben
Geboren in Hirakata, Präfektur Osaka, jedoch aus Kamigōri in der Präfektur Hyōgo stammend, besuchte sie die Sonoda-Gakuen-Oberschule (園田学園高校) in Amagasaki – eine Mädchenoberschule – und im Anschluss die Sonoda-Gakuen-Frauenuniversität (園田学園女子大学), die sie jedoch vorzeitig abbrach. Sie hat noch einen älteren Bruder.

## Karriere
Shinobu Asagoe wurde 1997 Tennisprofi. Im Jahr 2000 erreichte sie mit Platz 72 erstmals die Top 100 der Weltrangliste. Die besten Notierungen ihrer Karriere erreichte sie 2005 mit Platz 21 im Einzel und 2006 mit Platz 13 im Doppel. Auf der WTA Tour gewann sie acht Doppel-, jedoch keinen Einzeltitel.
2004 stand sie bei den US Open im Viertelfinale, es war ihr bestes Abschneiden bei einem Grand-Slam-Turnier.
Asagoe spielte zwischen 1999 und 2006 27 Partien für die japanische Fed-Cup-Mannschaft, dabei konnte sie 17 Siege feiern. 
2006 beendete sie ihre Profikarriere.

## Turniersiege

### Doppel
| Nr. | Datum            | Turnier       | Kategorie    | Belag     | Partnerin          | Finalgegnerinnen                           | Ergebnis      |
| --- | ---------------- | ------------- | ------------ | --------- | ------------------ | ------------------------------------------ | ------------- |
| 1.  | 16. Juni 2002    | Birmingham    | WTA Tier III | Rasen     | Els Callens        | Kimberly Po-Messerli Nathalie Tauziat      | 6:4, 6:3      |
| 2.  | 5. Oktober 2002  | Tokio         | WTA Tier III | Hartplatz | Nana Miyagi        | Swetlana Kusnezowa Arantxa Sánchez Vicario | 6:4, 4:6, 6:4 |
| 3.  | 16. Januar 2004  | Hobart        | WTA Tier V   | Hartplatz | Seiko Okamoto      | Els Callens Barbara Schett                 | 2:6, 6:4, 6:3 |
| 4.  | 7. August 2004   | Montreal      | WTA Tier I   | Hartplatz | Ai Sugiyama        | Liezel Huber Tamarine Tanasugarn           | 6:0, 6:3      |
| 5.  | 10. Oktober 2004 | Tokio         | WTA Tier III | Hartplatz | Katarina Srebotnik | Jennifer Hopkins Mashona Washington        | 6:1, 6:4      |
| 6.  | 8. Januar 2005   | Auckland      | WTA Tier IV  | Hartplatz | Katarina Srebotnik | Leanne Baker Francesca Lubiani             | 6:3, 6:3      |
| 7.  | 16. Oktober 2005 | Bangkok       | WTA Tier III | Hartplatz | Gisela Dulko       | Conchita Martínez Virginia Ruano Pascual   | 6:1, 7:5      |
| 8.  | 9. April 2006    | Amelia Island | WTA Tier II  | Sand      | Katarina Srebotnik | Liezel Huber Sania Mirza                   | 6:2, 6:4      |